# 短縮鉄道の夜
短縮鉄道の夜（たんしゅくてつどうのよる）は、フジテレビ系列のバラエティ番組『はねるのトびら』で放送されていたゲームコーナーの一つである。番組内では、コント扱いになっている。このコーナーの短縮形は「タンテツ」。2007年12月6日には、バンダイナムコゲームス（ナムコレーベル）より『はねるのトびらDS 短縮鉄道の夜』が発売された。

## 概要

### 設定・コーナーの流れ
塚地・板倉・鈴木・秋山演じる「中年サラリーマン」たちが、若い部下の話題についていくため、新橋駅前に保存されているSL (C11292) に深夜に乗車して宇宙へ飛び出しながら、「若手サラリーマン」役の西野と共に最近流行りの「短縮言葉（略語）」の意味を学ぶという設定。
コーナー開始当初のOPは、塚地・板倉・鈴木・秋山がSL前（SLは番組のセットで、背景はクロマキー加工で新橋駅前を映している）に集まり、秋山が家族に虐げられている事を告白し、板倉が遅れて来た西野に影でOLに呼ばれているあだ名（略語）の意味を聞くが、西野から申し訳無さそうに悪口の略語である事を聞かされ泣き付き、SLに乗り込む際は塚地が「ガバショ（頑張りましょう）!!」と言ってSLが発進するという流れであった。
ゲストが登場する様になってからは、これが省略されSLの発進だけになり、西野の「（本日のゲスト）は誰が来るんでしょうね?」と言う振りに対して、秋山が通例登場しそうもない有名人やグループの名前を挙げるのがお約束となっていた。

### ルール
ゲームが始まるとリズムに合わせて様々な略語が出題され、メンバーは順々に短い制限時間内に元の言葉を答えなければならない。
間違えたり、時間内に答えられなかった場合はミス。累計2回ミスするとアウトとなり、冷却ガスを顔にかけられるという罰ゲームの後、ゲーム終了となる。
但し短時間で2回間違うことが多いため、その回で初めての罰ゲームの後は大抵アウトになった人の「土下座」によりゲームが継続される。土下座しても「1回間違い＝リーチ」の状態から再スタートとなる（当初は0にリセットされていたが、板倉の祖母の意見により変更された）。
罰ゲームの冷却ガスは他の番組のものに比べて非常に強力で、かけられた後は顔面に霜状のものがしばらく残り、冷たさより痛みを感じるほどである。冷却ガスは「炭ガス」「天罰」とも表現される。

### その他
ゲストはジャニーズ事務所や俳優などの男性芸能人がほとんどで、逆に女性ゲストは6人だけだった（女性ゲストの内、冷却ガスを浴びたのは2人）。

## レギュラーメンバー
テロップではそれぞれ「西野クン」あとは「〇〇サン」と呼ばれる。
新人サラリーマン
西野亮廣（進行）
(ミス37回 炭ガス19回 最多連勝数12勝 土下座11回)
他の4人が扮する中年サラリーマンに、短縮言葉を教える「優秀な若手サラリーマン」という設定のはずが、実際は正答率が一番低く炭ガスもダントツで食らっている（最初に炭ガスを食らったのも彼である）上、その回最初の問題をいきなり間違えたり、過去に出題された問題でのミスや、連続ミスも多いため、他のメンバーから一際非難を浴びることが多い。
更に、進行役でありながら他のメンバーが誤答した時にガッツポーズをしたり、間違えた際に「自分だけ難問が出題される」、「答える順番が悪い」などと言い訳をしたり、果てには逆ギレをしたり暴言を吐くことがままあるため、他の4人だけでなくゲストからも非難を受ける。メンバー曰く最低な進行役。
中年サラリーマン
塚地武雅
(ミス18回 炭ガス7回 最多連勝数57勝 土下座2回)
初期から中期まで絶対的な最高正答率を誇っており難関な短縮言葉も難なく答えていたが、スターだらけの大運動会での怪我から復帰した回以降で調子が落ち、2回の放送中5回もミスした結果、最終的には正答率3位となった。たまに放送時間にそぐわないレベルの下ネタ発言をし、他の4人から突っ込まれる。
なお、第14夜と第25夜は番宣のためにゲスト側の配置に立った。
板倉俊之
(ミス13回 炭ガス4回 最多連勝数48勝 土下座1回)
メンバーの中で一番正答率が高い。基本的には難問も難なく答え、彼が問題を答えられなかった場合は、他のメンバーに比べると同情されることも多い。正答率の一番低い西野クンを罵倒したり、メンバーに無茶振りをしたりする。ただ、時折明らかな知ったかぶりをして他のメンバーから突っ込まれることもある。主に社会や政治系の問題を苦手としており（シャホチョウ=社会保険庁等）、そういった問題が多く出題された回は、ミスを頻繁に犯すこともある。
鈴木拓
(ミス22回 炭ガス5回 最多連勝数35勝 土下座2回 エキストラ降格2回)
メンバーの中では西野クンに次いでミスが多く、早々にアウトになってエキストラに降格させられた事が2回もある。ただリーチで終わることが多く、天罰を喰らった回数だけでは塚地サンより少ない。他人の誤答を喜ぶ西野クンをはじめ、他の解答者の言動や仕草を細かくチェックし、ツッコミを入れることも多かった。
秋山竜次
(ミス17回 炭ガス4回 最多連勝数40勝 泣きのお願い2回)
メンバーの中では2番目に正答率が高い。初期はことわざや慣用句など国語系の問題を苦手としており、問題に出たそのことわざや慣用句自体を知らなかったりと、学力の低さを他のメンバーにつっこまれる場面が多かった。しかし後期になるとゲームに慣れて問題も覚えたのか、正答率が上がり、ミスも少なくなった。序盤にミスをしても土下座はせず、帰ろうとするメンバーを無理やり引き戻す形でゲームを再開させていた。外来語や和製英語の出題（パンスト=パンティストッキング等）に対し、妙な発音で答えることがあった。
答える順番は「西野クン→塚地サン→板倉サン→鈴木サン→秋山サン→（ゲスト）」。

## 主な略語（例）
流行、グルメ、芸能人、アニメ、イニシャルなど様々なジャンルから出題される。
- ハネトビ = はねるのトびら
- パワハラ = パワーハラスメント
- ファミレス = ファミリーレストラン
- コンビニ = コンビニエンスストア
- ケーワイ(KY) = 空気読めない
- メアド = メールアドレス
- エアコン = エアーコンディショナー
- マルキュー = 109
- リーマン = サラリーマン
- ガバショ = 頑張りましょう（※塚地が初回で勝手に作り出した略語であり、第3夜まで連続で出題されていた）
- ジカチョウ = 次長課長
- ジコチュウ = 自己中心的
- ポケモン = ポケットモンスター
- トリセツ = 取扱説明書
- アメフト = アメリカンフットボール
- イケメン = イケてるメンズ
- ドラレコ = ドライブレコーダー
- シャーペン = シャープペンシル
- シュウイチ = 週一回
- ツナマヨ = ツナマヨネーズ
- ウーハイ = ウーロンハイ
- コチカメ = こちら葛飾区亀有公園前派出所
- ブリテリ = ブリの照り焼き
- エビチリ = 海老のチリソース煮
- オムライス = オムレツライス
- エイチブイ = ハイビジョン
- ブイエイチエス = ビデオホームシステム
- ブイティーアール = ビデオテープレコーダー
- エイチディーディー = ハードディスクドライブ
- エルディー = レーザーディスク
- シーティー = カセットテープ
- シーディー = コンパクトディスク
- エムディー = ミニディスク
- ディーブイディー = デジタルバーサタイルディスク
- ビーディー = ブルーレイディスク
- エイチブイディー = ホログラフィックバーサタイルディスク
- ディーエーピー = デジタルオーディオプレーヤー
- ディーエムピー = デジタルメディアプレイヤー
- ユーエスビー = ユニバーサルシリアルバス
- ロボ = ロボット
- ガチ = ガチンコ
- スマ = SMAP
- ブイロク = V6
- ザイル = EXILE
- スカ = スカッシュ、スカート等
- ミニスカ = ミニスカート
- キムタク = 木村拓哉
- ヤマタツ = 山下達郎
- タケテツ = 武田鉄矢
- フジ = フジテレビ
- ディーティー = ダウンタウン
- ティーディーエル = 東京ディズニーランド
- ユーエスエー = ユナイテッドステイツオブアメリカ
- ディーエム = ダイレクトメール
- デパチカ = デパートの地下
- セタドー = 世田谷通り
- アキバ = 秋葉原
- ニシオギ = 西荻窪
- ガクサイ = 学園祭
- ホタイ = 保健体育
- ズコウ = 図画工作
- カンド = 漢字ドリル
- エーアイ = アーティフィシャルインテリジェンス、アーティフィシャルインセミネーション等
- オリコン = オリジナルコンフィデンス
- ファミマ = ファミリーマート
- サンインセン = 参議院議員選挙
- ジミントウ = 自由民主党
- エーブイ = オーディオビジュアル（※アダルトビデオの略でもあるが、ゴールデンタイムにふさわしくないため不正解としている。一度、塚地サンはこの問題に、アダルトビデオと答えてしまい、不正解となった）等
- ディーブイ = デジタルビデオ、ドメスティックバイオレンス等
- ハイレゾ = ハイレゾリューション
- ブイアール = バーチャルリアリティ等
- ロイホ = ロイヤルホスト
- バンナム = バンダイナムコ
- グリコ = 江崎グリコ
- ヒルズ = アークヒルズ、六本木ヒルズ、表参道ヒルズ、虎ノ門ヒルズ等
- ヤフオク = Yahoo!オークション

など
これらの他、アベチヨ → 阿部知代、プルコギ → プルコギ、ミンシュトウ → 民主党などのような、引っ掛け問題としてそのままの形で答える言葉も出題される（2007年12月19日放送分で初登場）。短縮された言葉の中に略語が含まれている場合には、それは戻さなくてもよい（「シャーシン」は「シャーペンの芯」で正解）。

## 挿入歌
「銀河鉄道999」 - ゴダイゴ
新橋駅にあるC11形蒸気機関車292号機が宇宙へ飛び立つ時に流れる。稀にエンディングでも流れる。ちなみに、はねトびの前に放送している「クイズ!ヘキサゴンII」（当コーナーナレーターの中村仁美が進行役）の1コーナー「仲間を救え!底抜けドボンクイズ」のルール説明の際でも使用されていた。
「atomic」 - ブロンディ
ゲーム序盤の出題開始前に発車ベルの後に同曲のイントロが流れ、その後汽笛と共に出題が開始される。出題中は同曲の中盤あたりが使用されている。

## 放送リスト/ゲスト
第1夜 - 2007年4月11日（初回）
西野クンが最初にアウトで天罰を受ける。西野クンは当時の若者の間ではメジャーな短縮言葉の「マルキュー=109」を答えられず､他のメンバーを唖然とさせた。その後、土下座をしてゲーム再開。西野クンとしてはその場しのぎのつもりであったようだが､これ以後分かりやすい謝罪方法でかつ視聴者にも不快感を与えにくいとして､土下座してゲーム再開というのが定番化していく。その後、板倉サンがアウトとなり終了。また、塚地サンはこの回に自らが作って答えられなかった「ガバショ=頑張りましょう」を初期の頃に広めていくことになる。
第2夜 - 2007年4月18日
全員リーチになった後､西野クンが前回に引き続きアウトとなった。
第3夜 - 2007年5月9日
最初に鈴木サンがアウトとなり､次に西野クンがアウトになった。この回から土下座をしてもリーチのまま再開されるルールとなった。
第4夜 - 2007年5月23日
この回のLesson5は珍しくみんなが連続正解し、ラリーが長く続いた。また､普段は誰かが間違うと他のメンバーから批判を受けるのだが､この時鈴木サンが「コチカメ=こちら葛飾区亀有公園前派出所」を答えられなかったときは「わかっていてもリズム的に間に合わない」という言い分に、西野クンを含めた全員が同情した。しかし結局、鈴木サンが2回連続で最初にアウトになり､カツラを外して土下座した。その後板倉サンがアウトとなり終了、西野クンが初めて天罰無しで終わり、進行そっちのけで喜んでいた。
第5夜 - 2007年5月30日
この日は難関短縮言葉が多く出題されたためラリーが続かず、わずか2周でゲームが終了した。最初に塚地サンが連続ミスで初めてのアウトとなり､鈴木サンと同様にカツラを外して土下座しゲーム再開。その後に西野クンが連続して答えられず2連続でアウトとなる。しかも難関言葉が出題された塚地サンとは違い、メジャーな言葉である「タキクリ=滝川クリステル」「タキツバ=タッキー&翼」を連続して間違え､他のメンバーを呆れさせた結果、お尻にガスを噴射されてしまう（タキツバに至っては、はねトびにゲスト出演した経験もある）。なお、1回の放送で2回土下座が行われたのはこの回が初めて。
第6夜 - 2007年6月27日
最初に秋山サンが既出の問題をことごとく間違えて連続ミスでアウトになった。次に西野クンがアウトになり､最後に再び秋山サンがアウトになった。
第7夜 - 2007年7月11日
初回同様、最初は西野クン、次に板倉サンがアウトになった。また、板倉サンがミスをした時に西野クンが喜びガッツポーズをとったため、鈴木サンをはじめとしたメンバー全員から進行役にふさわしくないとして非難を浴びた。
スペシャル inお台場冒険王編 - 2007年7月25日：アナウンサー軍団（川端健嗣、高島彩、渡辺和洋、平井理央）
特別編としてお台場冒険王のステージで行われた。最も先輩で、「一番間違えない」と思われていた川端アナが最初にアウトとなり､次に渡辺アナがアウト。また雨が降っていてセットの床が濡れている状況でゲーム再開の土下座をしたため､川端のズボンがずぶ濡れになった。高島アナ・平井アナはリーチで終了。レギュラー陣は西野クン、塚地サン、鈴木サンが1ミスずつで天罰は誰も受けなかったが、塚地サンは以前間違えた問題を再び間違えてしまった。
第8夜 - 2007年8月22日
またしても最初に西野クンがアウトになり、さらに連続ミスで2連続アウトに。その度に土下座をしてゲームを再開。その後塚地サンも2回続けてアウトになった。ゲストや番宣が行われず、レギュラー出演者のみで放送された最後の回である。
第9夜 - 2007年10月3日：上戸彩・片瀬那奈・中山恵・大泉洋
レギュラー放送では初めてゲスト及び番宣が行われた回である。『暴れん坊ママ』の番宣。この回ではリーチがかかった片瀬が自分の番という事に気付かずアウトになり、女性初の冷却ガスの餌食になった。その後「進行役として(間違えた人から再開するという)説明が不十分だった」としてなぜか西野クンの土下座でゲームが再開された。これ以降の回ではゲーム再開の際、進行の西野クンが最初の回答者をコールするようになった。また、大泉は昨年の「回転SUSHI」に続いて一同から終始不当な扱いをされ、冷却ガスを喰らった際には「北海道に帰って来た」とイジられた挙げ句、最後は置いてきぼりにされ、吊り革をパイプに巻き付ける嫌がらせをして、「次回からは長身の男を呼ぶんだな！」と吐き捨てるオチとなった。ゲスト陣でミスが無かったのは中山のみ。
第10夜 - 2007年11月14日：Hey! Say! JUMP・虻川美穂子
『W杯バレー』の番宣で出演。勝利の女神を名乗る虻川が弟分のHey! Say! JUMPと共に､昭和ステップ（塚地サンが命名）と称したレギュラー陣と対決。Hey!Say!JUMPチームは当時のメンバー10人で1つのつり革を使うため､「1人ずつ正解したら次に交替」というルールで参加していた。ところが虻川が早くも2回間違えて天罰を受けてしまい､Hey!Say!JUMPから「敗北の女神」の烙印を押された上、板倉サンの革靴に顔を押し当てて土下座させられる羽目となる。Hey! Say! JUMPチームは森本龍太郎と知念侑李の2人がミス。ルール上は2回目にミスをしたメンバーが冷却ガスを受ける事になっていたが、実際に失敗した知念を最初に失敗した森本がかばった際になぜか冷却ガスのホースが虻川に向けられ、代わりに虻川が冷却ガスを受けることになった（「子分の失敗は姉貴分の責任」ということらしい）。これで機嫌を損ねた虻川がメンバーらに八つ当たりし始め、場の空気が悪くなった。最後は鈴木サンの2連続ミスで終了。結局Hey!Say!JUMPチームが答えたのは4人（薮宏太・中島裕翔・森本・知念）だけで後の6人には順番が回らなかった（山田涼介は辛うじて吊り革だけは触った）。また、触れられてはいないが西野クンが初めてノーミスで終わった。
第11夜 - 2007年12月19日：井ノ原快彦・長野博(20th Century)
舞台『プロデューサーズ』の宣伝で出演。ちなみに表向きは「前から出たかった」という理由だったが宣伝目的であることを知ったレギュラー陣から非難され、告知はしないという約束でゲームスタート。長野は終盤にて3回も連続ミスし、2回冷却ガスを受けた。井ノ原も後輩のHey!Sey!JUMPが正解した「DVD(デジタルバーサタイルディスク)」を答えられず、2回ミスで炭ガスを受けた。この回、引っ掛け問題のそのまんま言葉(「アベチヨ」=「阿部知代」という形で)が初登場し、秋山サンが最初に被害を受け、これにはメンバーもゲストも同情した。長野・井ノ原は「告知をするまで帰れない」とアウトになる度に土下座でゲームを続行してもらっていたが、3度目の土下座の時にはゲーム続行ではなく「告知をさせてください！」と懇願した（2人の直接の告知はなかったがテロップで告知はされた）。この回はDS版の短縮鉄道が発売直後の放送だったため、秋山サンが時折宣伝を挟んでいた（告知を許されなかったゲスト2人からはブーイングを受けたが、レギュラーに却下された）。
第12夜 - 2008年1月16日：生田斗真
『ハチミツとクローバー』の番宣で出演。連続ミスをして冷却ガスを受け、土下座をしようと意気込んでジャンプをしたら吊り革に頭をぶつけてしまいメンバーに大爆笑され、赤っ恥をかいた。結局これが土下座の代わりとされそのまま続行になったが生田は再びアウトになってしまった。
第13夜 - 2008年3月5日：佐藤隆太
映画『ガチ☆ボーイ』の宣伝。最初に連続でミスで2回土下座。さらにミスをして3度目の冷却ガスを浴びた際、メンバーに映画のタイトルを「ガス☆ボーイ」などと弄られた。西野クンと塚地サンは無傷。板倉サン・鈴木サン・秋山サンの3人は1ミスのみで罰ゲームは受けていない。
第14夜 - 2008年3月19日：山下智久
『プロポーズ大作戦SP』の番宣で出演。また、この回で塚地サンは『山下』繋がりで、『裸の大将』の山下清としてゲスト側で登場。最初は山下がミスを連発して2回炭ガスを受けるが、終盤では西野クンもミスを連発し、2回冷却ガスを受けた。また、西野クンがゲーム再開の土下座をする時に、頭を床に擦り付けて体を伸ばす「西野ペースト」(間違えたコピーアンドペーストにちなんで）を披露したり、山下が最初の冷却ガスを受けた際に、ゲーム再開の際の土下座に代わり、山下清のモノマネをする一幕もあった。
第15夜 - 2008年4月16日：青木さやか・徳井義実（チュートリアル）
『無理な恋愛』の番宣で出演。2人には新しい波8の選抜に入れなかった経験があり、それに関してレギュラー陣に敵意を燃やしていた。ゲームは鈴木サンが早々に連続ミス。これに対し徳井は続行する条件として「オクラに関することで笑わせろ」という無茶ぶりをし、この無茶ぶりに答えられなかった鈴木サンは途中からゲームから外された（その後ミスをした徳井も板倉サンから全く同様の無茶ぶりをされ、盛大にスベってしまった）。鈴木サン、西野クンが間違えた際、追加の罰ゲームとして青木と強制的にキスをさせられたが、板倉サンが間違えた時は青木が「顔が好みじゃないから」という理由で拒否した。徳井と青木はゲーム中幾度となく強引に番宣を行い、テロップで「無理な番宣」と称された。最後は青木のアウトで終了。
この放送回において青木に「ココイチ」という略語が出題され、青木が「CoCo壱番屋」と解答し不正解となる誤審と思われる判定があった（正解とされたのは『ここ一番』）。
第16夜 - 2008年5月14日：速水もこみち
『絶対彼氏』の番宣で出演。ゲーム中にいきなり秋山サンの解答時に吊り革が引きちぎられるハプニングが発生。この時解答していた秋山サンはこれが心配だったためわざと誤答（「プレゼン」=「プレゼンテーション」は知っていたが「プレゼント」と誤答）して中断。この回、レギュラー陣は板倉サンと西野クンがそれぞれ連続ミスで罰を受け、ゲームを続行させる際に、速水のドラマでの役柄にちなみ「ロボット土下座」を披露。最後は速水も冷却ガスを受けた。
第17夜 - 2008年6月11日：市原隼人
映画『神様のパズル』の宣伝で登場。この回は鈴木サンが1周目で2連続で間違えたため、冷却ガスをかけられた後またしてもゲームから外されてしまった。レギュラー陣が全員ミスしたのに対し、ゲストの市原は無難に答えて無傷で終了した。市原は、単独ゲストとしては初めて1度もミスをしなかっただけでなく、レギュラー陣のミスに終始寛容だったため「イイ奴」と褒め称えられた。また、この回のラストゲームで塚地サンが「終電=最終電車」を答えられずこの日最初のミスをしたが、なぜか冷却ガスを喰らわないミスでのコーナー終了となった。
第18夜 - 2008年7月23日放送：DAIGO
BREAKERZの新曲宣伝。挿入歌に乗せてパラパラを披露したり、間違えた際、西野クン以上の言い訳をする一面もあった。塚地サンが間違えた後、DAIGOのロックポーズで答えればミスがなくなるのではないかと、メンバー全員DAIGOのロックポーズで答えることになり、メンバーこそ答えられたのだが、発案者のDAIGOが2回共にミスをしてしまった。さらには音楽用語である「オリコン」→「オリジナルコンフィデンス」を間違えたため、これも含めてメンバーに激しくツッコまれた。レギュラー陣は秋山サンと西野クンがそれぞれ二回ミスをして炭ガスを受けた。
スペシャル in 27時間テレビ編 - 2008年7月26日放送：明石家さんま ※サラリーマンスマイリーとして
FNS27時間テレビのオープニングコーナーとして生放送された。通常このコーナーには出演しない他のはねトびメンバー6人も観戦し、終始さんまに寛容だった。この回のみ、ゲームが始まる際には発車ベルではなく進行役の西野クンが「ミュージックスタート!」と直接号令を掛けていた。
この回で「メタボ」という問題が出題された際、さんまが正答を言ったにもかかわらず、スタッフが誤って誤答にするハプニングが発生。すぐに正解に訂正されたが、レギュラーメンバーがスタッフに抗議を始めてゲームが一時中断された。これは、スタッフが『メタボリックシンドローム』を模範解答としていたのに対し、さんまは「メタボリック症候群」と回答したからと思われる（一度塚地サンも同じ回答をした事があるが､クリアとなっている。後に「メタボ」→『メタボリック』でも正答扱いとしている）。だが、さんまはそれ以外のゲームで3回もミスしてしまう。
通常は2回アウトで罰ゲームだが、この回は1回のミスで即罰ゲームとなった。さんまが間違えて冷却ガスを受ける際、鈴木サンが後ろから抑えていた。なお､レギュラー陣では塚地サンと西野クン（終盤で2連続）がそれぞれ罰ゲームを受けた。
第19夜 - 2008年8月27日放送：堂本剛、高橋克実
『33分探偵』の番宣で登場。堂本は「レギュラーチームが負けたら短縮鉄道のセットをドラマのセットとして使わせてほしい」、レギュラー陣は「もし負けたらドラマを休止してはねトびを放送」とそれぞれ要求した。ゲームではいきなり板倉サンがミスをするが、直後に堂本が3回連続ミスし、2回も炭ガスを受けた。終盤では、西野クンがドラマのタイトルに因んで「33回連続正解を目指そう」と提案し、メンバーも同意するが、直後に高橋がミス。最後にまたもや堂本がミスし、あまりの不甲斐なさに冷却ガスを大量に受ける羽目となった。高橋は1ミスのみで罰ゲームこそ受けなかったが、堂本がミスを連発したのが原因でほとんど順番が回らなかった上、堂本に対して媚を売る発言が目立った。
第20夜 - 2008年9月24日放送：嵐
『VS嵐』特番の番宣で登場。特番の「出張フォーリングパイプ」コーナーではねトびメンバーが参戦することもあり、その前哨戦として行われた。1回でも間違えると、連帯責任でチーム全員が冷却ガスを受ける団体戦。だが大野智がミスを連発し、更には問題を聞き取れないとゲームを勝手に止める失態を犯し、櫻井翔をはじめとする他メンバーから本気の非難を浴びた。その為2回目からは大野1人で5人分の冷却ガスを受ける羽目になってしまう。レギュラーチームでは西野クンだけミスし、大野の流れから何故かいきなり5人分の冷却ガスを受ける羽目になった。なお、大野・西野クン共にあまりの辛さから他メンバーに「それぞれ受けよう」と懇願し、それが受け入れられたため途中からは元のルールに戻る。その後は相葉がミスを連発し、嵐がさらに2回ガスを浴びて終了した。相葉・大野以外の3人（櫻井、二宮和也、松本潤）は「CG＝コンピュータグラフィック」や「MC＝マスター・オブ・セレモニー」、「DVD＝デジタルバーサタイルディスク」などの難問を難なく答える等の健闘を見せていた。
この会では上記の通り大野がミスを連発して大量のガスを浴びる羽目になったが、それに伴う顔面への氷塊の付着が見事だったために「大野マン」を襲名。以降、同様に顔面凍結を見せた西野・相葉・松本もそれぞれ「～～マン」を襲名する羽目になった（松本は相葉・大野によるとばっちりである）。また、大野は前述のとおり5人分のガスを1人分に戻してもらったにもかかわらず見事な顔面凍結を見せ続け、塚地サンから「体質的に付きやすいんじゃないの？」と指摘されていた。
第21夜 - 2008年10月29日放送：八嶋智人
初主演映画「秋深き」の宣伝で登場。ゲームはいきなり西野クンがミスするが、その後八嶋が3連続ミス。途中から「眼鏡こそが八嶋」という話の流れから八嶋の眼鏡を床に置き、眼鏡のみで参加した（八嶋本人はカメラの映らない場所で回答）。罰ゲームを受けた際にも眼鏡のみにガスが噴射され、画面外に飛んで行ってしまった他、体が映っていないのに「目を見て話しなさい！」と言ったり、秋山サンに足で眼鏡を隠される一幕もあった。
ちなみにlesson5では「ミンシュトウ」という問題が出題（出題された鈴木サンは「民主主民党」と答えてミス）。解答を振られた八嶋は「ミンシュトウは実は省略しません！「民主党」です！」と言い、実際に「民主党」そのままが正解とされたが、現在は立憲民主党など別の解答が必要となると考えられる。
第22夜 - 2008年11月12日放送：北川悠仁（ゆず）・成宮寛貴
月9ドラマ「イノセント・ラヴ」の番宣で登場。ゲームは北川のミスの後、成宮が2回連続ミスでアウト。しかし、そこへ何故か北川が割って入り、二人揃ってガスを受けてしまう。あまりのミスの多さに西野クンから「ラリーになってない」と指摘されるが、成宮がふて腐れた態度を取ったため、それにいち早く気づいた鈴木サンからも「態度が悪い」と非難された。北川自身も板倉サンのミスの後、2回目のミスで炭ガス。また、北川と成宮の二人は不自然に幾度も番宣をねじ込み、メンバーから番宣を禁止されたにもかかわらず、冷却ガスや土下座に紛れ込んでなおも無理矢理番宣したため、レギュラー陣は終始呆れていた。
第23夜 - 2008年12月17日放送：溝端淳平・嶋大輔
溝端はドラマ、映画「赤い糸」の宣伝で登場。それに対し嶋に宣伝は無かった（嶋曰く「赤い糸を見る側」との事）。平成生まれの溝端は26年前の嶋のヒット曲「男の勲章」のレコードジャケットを見せても分からないようで、塚地サンに「（レコードの持ち方が）遺影みたいになってる」と突っ込まれた。ゲームの方は、嶋が2回ミスして土下座。最後に溝端も罰ゲームを受けた。
第24夜 - 2009年3月4日放送：内藤大助・山本博（ロバート）
療養中の塚地サンに代わり、内藤のセコンドとして山本が登場。内藤はミスを連発し、3回も炭ガスを受けた。それに対し、山本は無難に答えてノーミスだった。
第25夜 - 2009年5月6日放送：小池徹平・塚地武雅（ドランクドラゴン）
ドラマ「シバトラSP」の番宣で登場。塚地サンは俳優気取りでゲスト側に回りメンバーから非難された。また、後輩芸人の響のギャグを多用しさらに非難される。成績は塚地サン、秋山サンがガス1回。小池は1ミスのみだったが、「パトカー→パトロールカー」を間違えるという役柄的に致命的なミスをしたため塚地と同じく響のネタをパクって謝罪した。
第26夜 - 2009年6月24日放送（最終回）：GACKT
新曲宣伝と、前回出演した「ほぼ100円ショップ」で自腹を切ったリベンジのために登場。常に余裕を見せ、つり革で吊り輪運動を披露した。塚地サンが2回もガスを浴びるがその度になぜか西野クンがGACKTに技をかけられての再開となった。GACKTは「チデジ(地上デジタル放送)」「ドルガバ(ドルチェ&ガッバーナ)」「カデン(家庭用電気製品)」を難なく回答する健闘を見せたが、「ユーブイ=ウルトラバイオレッド（紫外線）」と「ティーデイーエル=東京ディズニーランド」を答えられずに冷却ガスを受けてしまったため宣伝は無しとなり、リベンジを果たすことはできなかった。